# Gymnasium Brake
Das Gymnasium Brake ist ein 1863 gegründetes und in der Trägerschaft des Landkreises Wesermarsch befindliches Gymnasium in Brake (Unterweser). Am Gymnasium Brake unterrichten ca. 70 Lehrkräfte im Schnitt 1000 Schüler.

## Geschichte
Das heutige Gymnasium Brake wurde am 6. Mai 1863 als „Höhere Bürgerschule“ gegründet. Zum damaligen Zeitpunkt besuchten 83 Schüler die Schule.
Von 1907 bis 1912 wurde das Prinzip der Koedukation durchgesetzt. In diesem Zeitraum befanden sich die Höhere Bürgerschule, die Realschule und die Vorschule unter einem Dach. Am 9. August 1910 wurde der Neubau der Höheren Bürgerschule in der Kirchenstraße eingeweiht. Das 173.579,00 Mark teure Gebäude wurde vom Architekten Heinrich Behrens aus Bremen erbaut. Im Jahr 1922 legten die Schüler zum ersten Mal das Abitur ab. Zu diesem Zeitpunkt wird die Schule als Vollanstalt anerkannt. Sie erhielt den Namen „Städtische Oberrealschule zu Brake“.
In den Jahren 1923 und 1924 wurde Englisch erste Fremdsprache, Französisch ist seitdem die zweite Fremdsprache.
Vor dem Zweiten Weltkrieg wurde letztmals am 24. Februar 1936 das Abitur abgenommen. Zwei Jahre danach wurde Latein als zweite Fremdsprache eingeführt. Wie im gesamten Deutschland durften auch in Brake ab dem 15. November 1938 keine Juden mehr deutsche Schulen besuchen.
1945 wurde die Schule in ein Lazarett umgewandelt. Nach Ende des Krieges wurden bis auf einen alle Lehrer aus politischen Gründen von den Alliierten aus dem Dienst entlassen. Im Juni 1946 konnte die Schule wieder in die Räume in der Kirchenstraße zurückkehren. Ab dem 8. Januar 1948 wurde Englisch ab der fünften Klasse unterrichtet. Latein und Französisch wurden ab der siebten Klasse getrennt unterrichtet.
Am 30. April 1957 wurde der Name der Schule in „Sprachliches und mathematisch-naturwissenschaftliches Gymnasium für Jungen und Mädchen“ geändert. Angesichts der steigenden Schülerzahlen bot das Gebäude in der Kirchenstraße nicht mehr ausreichend Platz, weshalb der Rat am 4. Juli 1957 den Neubau eines Gymnasiums beschloss.
Am 12. August 1969 wurde der Neubau des Gymnasiums am Philosophenweg eingeweiht. In das alte Gebäude an der Kirchenstraße zogen die Orientierungsstufe sowie die Hauptschule Süd ein.
Seit dem 26. November 1979 heißt die Schule „Gymnasium Brake“.
1985 wurde zum ersten Mal ein Computerraum mit zehn PC (Olivetti M24) eingerichtet und in Folge eine Informatik AG gegründet. Themen im Unterricht und der AG waren, Programmieren in Turbo Pascal und das Entwickeln von dBASE Datenbanken unter MS-DOS 3.x. Im Jahr 1988 wurde mit verschiedenen Veranstaltungen das 125-jährige Jubiläum gefeiert. Anlässlich des Jubiläums wurde ein Sonderheft über das Gymnasium Brake herausgegeben. Im März 1997 ging die erste Homepage des Gymnasiums Brake online. Seit 1998 sind alle Computer internetfähig.
Mit der Schulstrukturreform 2004 wuchs die Schülerzahl am Gymnasium Brake und das Gebäude am Philosophenweg bot nicht mehr ausreichend Platz. Daher wurde die Oberstufe ins ehemalige Gymnasium an der Kirchenstraße verlegt. Neben den Räumen im Stammhaus am Philosophenweg und den Räumen in der Kirchenstraße wurden einige Klassen ins Gebäude der Realschule am Philosophenweg ausgelagert.
Am 31. März 2008 fand die Einweihung des dritten Bauabschnittes an der Westseite des Hauptgebäudes am Philosophenweg statt. Die im Juli 2007 begonnene Baumaßnahme umfasste den Neubau von vier allgemeinen Unterrichtsräumen mit jeweils rund 71 m² Grundfläche, einem Lehrmittelraum mit rund 17 m² Grundfläche und einem Flur mit rund 145 m² Grundfläche – insgesamt wurden rund 446 m² Grundfläche geschaffen. Drei dieser Unterrichtsräume werden momentan von den fünften Klassen genutzt, ein Raum von einer siebten Klasse. Die Außenstelle in der Realschule Brake wurde infolgedessen aufgelöst; ebenfalls sollte auch die Außenstelle Kirchenstraße 2011–2012 aufgelöst werden. 2015 wurde das letzte Abitur im Gebäude der Kirchenstraße geschrieben, danach wurden die Oberstufenschüler im BBZ in Brake untergebracht und das Gebäude der Kirchenstraße wurde zum Flüchtlingslager.
2012 wurde ein Friedensmonument auf dem Schulhof eingeweiht. Es dient als ein sichtbares Zeichen gegen Gewalt, Hass und Diskriminierung und für ein tolerantes Miteinander. 2019 wurde Silvia Warns die erste Schulleiterin des Gymnasiums Brake. Ein „Mahnmal gegen das Vergessen“ wurde unter Federführung des Gymnasiums Brake auf dem Friedhof an der Dungenstraße in Brake eingeweiht.
2020 wurde das Gymnasium Brake Fairtrade-School. 2021 folgte die Auszeichnung als  „MINT-freundliche Schule“ und  „Schule ohne Rassismus – Schule mit Courage“.
2023 begann nach einer Erprobungsphase die Arbeit mit einer 1:1 elternfinanzierten Tablet-Ausstattung. 2024 wurde das Fach Informatik Pflichtfach. Ein erster Austausch zwischen der Staatlichen Realschule in Zwiesel und dem Gymnasium Brake wurde unternommen.

## Bilingualer Unterricht
Seit dem Schuljahr 1998/1999 wird bilingualer Unterricht angeboten. Der bilinguale Unterricht findet von der siebten bis zur zehnten Klasse in den Fächern Geschichte, Erdkunde, Sport, Biologie und Religion statt.

## Sportliche Erfolge
- 1983 erreicht eine Basketballmannschaft der Schule den 3. Platz bei den Deutschen Meisterschaften.
- 1983 eine Schachmannschaft des Gymnasiums wird deutscher Vize-Meister.
- 1983 das Gymnasium wird Deutscher Meister im Handball der Mädchen.
- Im April 1989 wird die Schüler-Basketball-Mannschaft Niedersachsenmeister Jugend trainiert für Olympia.
- Im Mai 1989 werden die Schüler-Handballerinnen Deutscher Meister bei Jugend trainiert für Olympia.
- Im April 2000 wird ein dritter Platz bei den Landesmeisterschaften im Basketball erreicht
- Im Februar 2001 erreicht die männliche Jugend bei Jugend trainiert für Olympia den 2. Platz bei den Landesmeisterschaften in Scheeßel.

## Schüleraustausch
1984 fand zum ersten Mal ein Frankreichaustausch statt. Im Jahr 1987 fand dann ein Polenaustausch statt.
In regelmäßigen Abständen findet ein Englandaustausch statt. Seit spätestens 1966 findet dieser nach West Cumbria statt. Mittlerweile findet in Jahrgang 10 eine Englandfahrt nach Hastings statt.
Im Schuljahr 2003/2004 fand ein kleiner Schüleraustausch mit einer Schule in Tallinn/Estland statt. Hintergrund war die EU-Osterweiterung, die am 1. Mai 2004 stattfand. Die teilnehmenden Schüler des 10. Jahrgangs reisten am 30. April 2004 nach Tallinn und erlebten die EU-Erweiterung damit live vor Ort.
Seit 2009 gibt es ein Austauschprogramm für die Klasse 8 mit einer Schule auf der französischen Insel La Réunion.

## Darstellendes Spiel
1982 wurde die „Drama Society“ gegründet, eine Theater-AG, die sich vor allem mit der Einstudierung und Aufführung englischsprachiger Komödien beschäftigte (u. a. Arsenic and Old Lace, Charly’s Aunt, You can't take it with you).
Seit dem 20. November 1997 gibt es ab Klasse 11 das Unterrichtsfach „Darstellendes Spiel“.
Mit der „Kulturmühle Berne e.V.“, Berne, hat das „Darstellende Spiel“ am Gymnasium Brake das Ensemble „Spectaculum“ gegründet.
Folgende öffentliche Aufführungen hat Spectaculum bislang durchgeführt:
- Juli 1999: Frühlings Erwachen von Frank Wedekind
- Juni 2001: Instant Shakespeare
- Juni 2001: Die Kleinbürgerhochzeit von Bertolt Brecht
- Februar 2002: Stillgestanden (Kabarett)
- Juni 2002: Was Ihr Wollt von William Shakespeare
- März 2003: König Ubu von Alfred Jarry
- Juni 2003: Improlia, Improvisationstheater nach Romeo und Julia
- Juni 2004: Ein Sommernachtstraum von William Shakespeare
- April 2005: Das Drecks-Stück (Eigenproduktion)
- April 2005: Die Physiker von Friedrich Dürrenmatt
- Juni 2005: Das Spiel ist aus von Jean-Paul Sartre
- März 2006: D.D.D
- März 2006: Die Kubakrise
- März 2008: Glennkill
- Mai 2010: Die Physiker von Friedrich Dürrenmatt

## Verein der Eltern und Freunde des Gymnasiums Brake e.V.
Der am 3. Februar 1971 gegründete gemeinnützige  „Verein der Eltern und Freunde des Gymnasiums Brake e.V.“ ist ein Zusammenschluss von Eltern, Lehrern, Schülern sowie Ehemaligen und  Freunden des Gymnasiums Brake. Sein Zweck ist es, die Bildungs- und Erziehungsarbeit des größten Gymnasiums im Landkreis Wesermarsch zu fördern und einen Beitrag zur Jugendpflege und -förderung unter anderem durch die Bereitstellung von finanziellen Mitteln zu leisten. Dies tut er besonders dort, wo andere finanzielle Mittel, beispielsweise durch den Schulträger, nicht zur Verfügung stehen.
Der Verein, dessen Sitz die Kreisstadt Brake (Unterweser) ist, wurde in das Vereinsregister am Amtsgericht Oldenburg unter der Registernummer 100033 eingetragen.

## Persönlichkeiten

### Ehemalige Schüler
- Rike Krämer-Hoppe (* 1981), Rechtswissenschaftlerin und Hochschullehrerin
- Simon Zeimke (* 1983), Politiker (CDU)